# Speyeria zerene
Speyeria zerene är en fjärilsart som beskrevs av Jean Baptiste Boisduval 1852. Speyeria zerene ingår i släktet Speyeria och familjen praktfjärilar. Inga underarter finns listade i Catalogue of Life.

## Bildgalleri

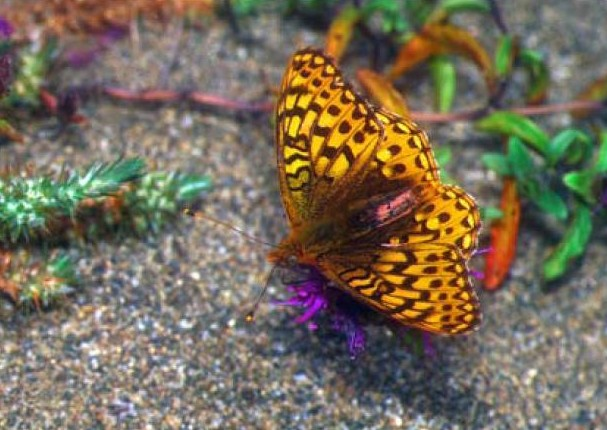
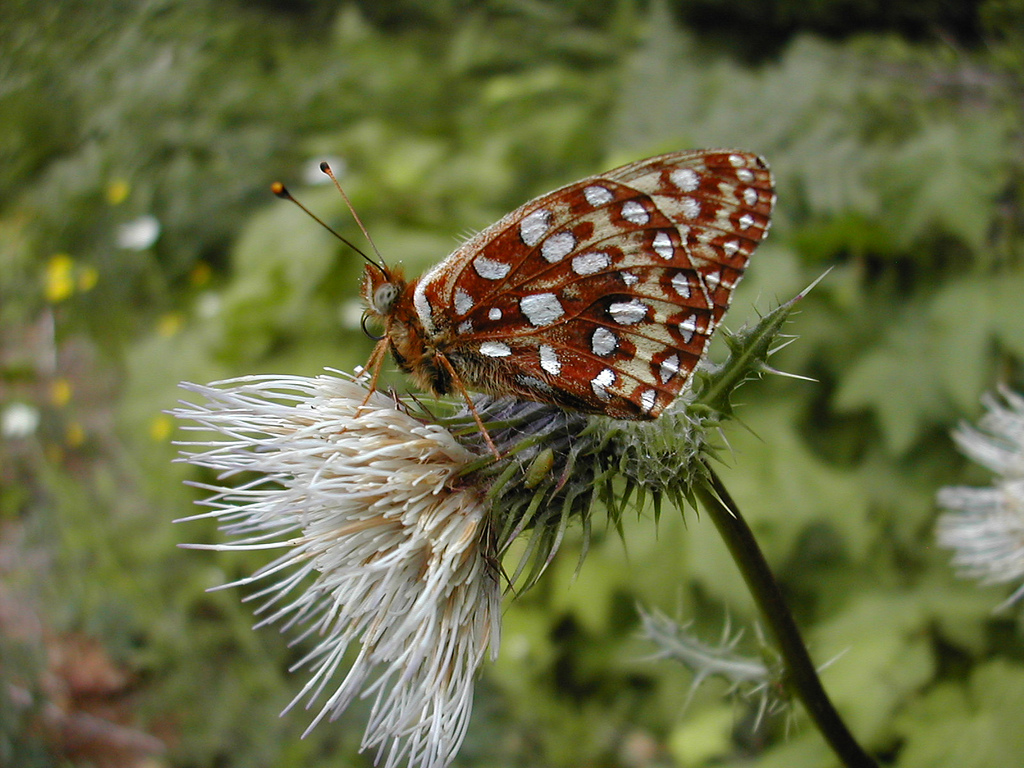